# 広島県立賀茂高等学校
広島県立賀茂高等学校（ひろしまけんりつかもこうとうがっこう）は、広島県東広島市西条西本町にある公立高等学校。

## 概要
全日制普通科・定時制普通科からなり、通常、賀茂・賀茂高・賀茂高校といわれることが多い。校歌の作詞は葛原しげる、作曲は下総皖一が担当した。
校章のデザインには、所在地（旧賀茂郡）が京都・賀茂神社の荘園であったことにちなみ、同神社の社紋である賀茂葵が用られている。校章制定時に京都の同社まで出向き、神社から社紋の使用許可と由来の葵の草を贈られたという。また、開校記念日は、公式には不明のため、賀茂神社のお墨付きのもと、社祭の葵祭に合わせ、5月15日となっている。
近年では、広島県教育委員会より進学指導重点校に、この制度が始まって以来一貫して指定されたが、2009年より指定校からはずされた。2010年度からは、広島県教育委員会よりチャレンジハイスクールに指定され、2014年度より4年間文部科学省より英語教育強化地域拠点事業の指定，2015年度より広島県教育委員会より高等学校課題発見・解決学習推進プロジェクト指定校（活用コアスクール）の指定を受けている。

## 沿革
- 1906年（明治39年） - 6月、私立西条女学校設立認可。
- 1911年（明治44年） - 2月、私立西条実科高等女学校となる。
- 1923年（大正12年） - 3月31日、町村組合立広島県賀茂高等女学校となる。
- 1926年（大正15年） - 4月1日、県へ移管。広島県立賀茂高等女学校となる。
- 1948年（昭和23年） - 4月1日、学制改革により広島県賀茂高等学校となる。
- 1949年（昭和24年） - 4月30日、広島県西条農業高等学校と合併、広島県西条高等学校となる。
- 1953年（昭和28年） - 4月1日、広島県西条高等学校は広島県賀茂高等学校と改称し、農業課程は分離独立し広島県西条農業高等学校となる。
- 1965年（昭和40年） - 4月1日、久芳分校は廃止となり、新設の広島県賀茂北高等学校に合併。
- 1968年（昭和43年）
  - 4月1日、定時制課程（夜間）普通科を新設。
  - 10月1日、 広島県立賀茂高等学校に名称変更。
- 1971年（昭和46年） - 4月1日、黒瀬分校を広島県立黒瀬高等学校に分離独立。
- 1990年（平成2年） - 4月1日、家政科を生活科学科に改編。
- 2005年（平成17年） - 4月1日、生活科学科の新入生募集停止。同科は総合技術高校に再編統合。
- 2006年（平成18年）- 創立100周年を迎え、10月に記念行事を実施。
- 2007年（平成19年） - 3月31日、生活科学科閉科。
- 2013年（平成25年）
  - 3月、韓国仁川市のミチュホル外国語高等学校と姉妹提携[1]。
  - 8月22日、広島県内の高校では13校目となるユネスコスクールに認定され、認定プレート授与式が行われる[1]。

## 進学実績
旧制中学がない賀茂地域において古くから進学校として位置づけられており、過去には東京大学や京都大学への合格者を輩出する県内有数の公立進学校であったが、近年は近畿大学附属広島高等学校東広島校や広島県立広島高等学校等の新興進学校の台頭により、最盛期と比べるとその実績には陰りがみられる。
2019年3月進学実績：
国公立大学合格者数90名・広島大学合格者数16名・県内国公立大学合格者数44名

## 校風
校是 - 信・敬・愛
- 長年、自由な校風といわれている。過去には、広島県でいち早く、制帽の自由化、校内土足化、女子制服ベストの前ボタン化を実施した。また、制服のブレザー化も、生徒の発案でやはり県内の他校にさきがけて実施した。先代の制服が導入された数年後に、近隣の広島県立賀茂北高等学校が配色の酷似した新制服に移行したため、東広島市中心部にて賀茂北高校の生徒が、（東広島市中心部では絶対的多数の）賀茂高校の生徒と誤認される問題が存在した。
- 1984年、生徒の自発的な活動から硬式野球部を設立。1998年秋に尾道商業を3度甲子園に導いた中村信彦教諭が監督に就任後、着実に力をつけ始め、春、秋の県大会で準優勝を成し遂げるなど、上位進出常連校となり、二度、中国大会に出場している。しかし、甲子園に出場したことはなく、2003年、2005年に選抜高等学校野球大会の補欠校になったのが最高位である。なお、中村教諭は、2007年に、呉市立呉高校に異動となった。

## 教育課程
- 3学期制を採用。週2回は7時間授業を実施している。夜間定時制は4年制である。
- 東広島市の中心部に位置する学校として，広島大学・広島国際大学・近畿大学等との高大連携，また国際協力機構（JICA）・ひろしま国際センター（HIC）等の国際交流機関との連携を深め，「高度な実践知」や「グローバル人材」の育成に努めている。

## 姉妹校提携
- ミチュホル外国語高等学校（韓国仁川市）[1]

## 著名な出身者
50音順
- 市地洋子（女優・歌手、途中、東京の上野学園高等学校へ転校）
- 大庭みな子（小説家・芥川賞作家・津田塾大学出身）
- 海田智行（オリックス・バファローズ投手）
- 川崎聡（アナウンサー・テレビ西日本・大阪芸術大学（芸）出身）
- 川辺信雄 (経営学者・早稲田大学名誉教授・早稲田大学（商）出身)
- 菅川健二（元参議院議員・民主党・元広島県教育長・元サンフレッチェ広島F.C取締役・東京大学（法）出身）
- 花之木哲（ロックバンド「三文役者」のボーカリスト）
- 吉田富夫（中国文学者・佛教大学名誉教授・京都大学（文）出身）

## 著名な教職員・関係者
- 中村信彦（硬式野球部元指導者）

## 交通アクセス
- 山陽本線（JR西日本）西条駅下車。